# Boust
Boust (fràncic lorenès Buscht) és un municipi francès situat al departament del Mosel·la i a la regió del Gran Est. L'any 2007 tenia 988 habitants.

## Demografia

### Població
El 2007 la població de fet de Boust era de 988 persones. Hi havia 357 famílies, de les quals 55 eren unipersonals (13 homes vivint sols i 42 dones vivint soles), 126 parelles sense fills, 155 parelles amb fills i 21 famílies monoparentals amb fills.
La població ha evolucionat segons el següent gràfic:
Habitants censats

### Habitatges
El 2007 hi havia 378 habitatges, 366 eren l'habitatge principal de la família, 1 era una segona residència i 11 estaven desocupats. 314 eren cases i 62 eren apartaments. Dels 366 habitatges principals, 303 estaven ocupats pels seus propietaris, 60 estaven llogats i ocupats pels llogaters i 3 estaven cedits a títol gratuït; 3 tenien una cambra, 14 en tenien dues, 33 en tenien tres, 63 en tenien quatre i 254 en tenien cinc o més. 337 habitatges disposaven pel capbaix d'una plaça de pàrquing. A 119 habitatges hi havia un automòbil i a 232 n'hi havia dos o més.

### Piràmide de població
La piràmide de població per edats i sexe el 2009 era:
| Homes | Edats   | Dones |
| ----- | ------- | ----- |
| 0     | 95 o +  | 4     |
| 0     | 90 a 94 | 4     |
| 0     | 85 a 89 | 0     |
| 0     | 80 a 84 | 4     |
| 4     | 75 a 79 | 12    |
| 12    | 70 a 74 | 12    |
| 28    | 65 a 69 | 20    |
| 28    | 60 a 64 | 20    |
| 16    | 55 a 59 | 20    |
| 32    | 50 a 54 | 40    |
| 12    | 45 a 49 | 12    |
| 48    | 40 a 44 | 36    |
| 24    | 35 a 39 | 28    |
| 28    | 30 a 34 | 20    |
| 24    | 25 a 29 | 20    |
| 8     | 20 a 24 | 16    |
| 24    | 15 a 19 | 28    |
| 40    | 10 a 14 | 28    |
| 24    | 5 a 9   | 8     |
| 16    | 0 a 4   | 12    |

## Economia
El 2007 la població en edat de treballar era de 684 persones, 495 eren actives i 189 eren inactives. De les 495 persones actives 464 estaven ocupades (260 homes i 204 dones) i 32 estaven aturades (15 homes i 17 dones). De les 189 persones inactives 50 estaven jubilades, 61 estaven estudiant i 78 estaven classificades com a «altres inactius».

### Ingressos
El 2009 a Boust hi havia 385 unitats fiscals que integraven 1.025 persones, la mediana anual d'ingressos fiscals per persona era de 21.693 €.

### Activitats econòmiques
Dels 16 establiments que hi havia el 2007, 2 eren d'empreses de fabricació d'altres productes industrials, 8 d'empreses de construcció, 3 d'empreses de comerç i reparació d'automòbils, 1 d'una empresa immobiliària, 1 d'una entitat de l'administració pública i 1 d'una empresa classificada com a «altres activitats de serveis».
Dels 9 establiments de servei als particulars que hi havia el 2009, 1 era un taller de reparació d'automòbils i de material agrícola, 3 paletes, 2 guixaires pintors, 1 fusteria, 1 electricista i 1 perruqueria.
Dels 2 establiments comercials que hi havia el 2009, 1 era un supermercat i 1 una sabateria.
L'any 2000 a Boust hi havia 4 explotacions agrícoles.

## Equipaments sanitaris i escolars
El 2009 hi havia 1 escola maternal i 1 escola elemental.

## Poblacions més properes
El següent diagrama mostra les poblacions més properes.